# او-۶۰ (کریگس‌مارینه)
او-۶۰ (به آلمانی: U-60) یک یک او-بوت کریگسمارینه بود. این زیردریایی در سال ۱۹۳۹ ساخته شد.